# Het spel der tronen
Het spel der tronen is het eerste deel uit de fantasy-boekenserie Het lied van ijs en vuur van George R.R. Martin. Deze serie gaat over de strijd om de Zeven Koninkrijken. De oorspronkelijke titel van het boek is A Game of Thrones, en het werd uitgegeven in 1996. De op de boeken uit de serie gebaseerde tv-serie die van 2011 t/m 2019 werd uitgezonden op HBO is hiernaar vernoemd.

## Samenvatting van het boek
Het spel der tronen volgt simultaan drie grote verhaallijnen.

### In de Zeven Koninkrijken
Na de dood van Heer Jon Arryn, Hand van koning Robert Baratheon, reist Robert naar Winterfell, hoofdplaats van het Noorden, een van de Zeven Koninkrijken, om zijn jeugdvriend Eddard "Ned" Stark, nu heer van het Noorden te rekruteren om Arryn te vervangen als Hand, de voornaamste adviseur van de koning, en om zijn dochter Sansa te verloven met Roberts zoon Joffrey. Na enige twijfels aanvaardt Ned de positie wanneer zijn schoonzus en Arryns vrouw Lysa Tulling hem in het geheim inlicht dat ze denkt dat haar echtgenoot vermoord is door Roberts vrouw, koningin Cersei Lannister en haar familie. Kort daarna ontdekt Neds zoon Bran Cersei tijdens een heimelijke vrijpartij in een toren met haar tweelingbroer, ridder in de Koningsgarde Jaime Lannister, die Bran van de toren werpt, wat hem in een comateuze toestand doet belanden en zijn benen verlamt.
Ned verlaat Winterfell en vertrekt naar de hoofdstad, Koningslanding, samen met zijn dochters Sansa en Arya, en laat zijn vrouw Catelyn en zonen Robb en Rickon achter om Winterfell te blijven besturen. In Koningslanding verneemt Ned dat Robert ongeïnteresseerd is in het regeren, en zich voornamelijk bezighoudt met jagen, drinken en rokkenjagen.
In Winterfell probeert een huurmoordenaar vergeefs Bran te doden terwijl die nog steeds bewusteloos is, en daarom reist Catelyn Ned achterna om hem hierover in te lichten. Catelyns jeugdvriend Petyr "Pinkje" Baelish suggereert dat Tyrion Lannister, dwerg en jongere broer van Cersei en Jaime, verantwoordelijk is voor de moordpoging. Op de terugweg naar Winterfell komt Catelyn Tyrion per toeval tegen, arresteert hem, en ontvoert hem om terecht te staan voor zijn daden. Uit wraak voor Tyrions ontvoering stuurt zijn vader, Heer Tywin Lannister soldaten om de Rivierenlanden, Catelyns thuisregio, plat te branden. Tyrion weet echter op slinkse wijze zijn vrijheid terug te winnen met behulp van de huurling Bronn, die in een duel Tyrions onschuld bewijst.
Ned onderzoekt Jon Arryns dood, en ontdekt uiteindelijk dat Roberts wettelijke kinderen met Cersei, waaronder Joffrey, in feite verwekt zijn door Jaime, en dat Jon Arryn vermoord werd om zijn ontdekking van hun incest te verdoezelen. Ned biedt Cersei de kans de stad te ontvluchten met haar kinderen, maar ze grijpt deze aan om ook Robert te laten verongelukken in een jachtincident, en Joffrey de troon te laten bestijgen. Ned bereidt zich voor om zijn dochters weg te zenden, en roept Pinkjes hulp in om Joffreys claim op de troon in vraag te stellen, maar Pinkje verraadt hem en Ned wordt gearresteerd. Arya ontsnapt uit het kasteel, maar Sansa wordt door de Lannisters gevangengenomen en gegijzeld.
Uit wraak tegen de arrestatie van zijn vader en om de bedreiging in de Rivierenlanden het hoofd te bieden, besluit Neds oudste zoon Robb om met zijn leger zuidwaarts te marcheren. Om een strategisch noodzakelijke brug te kunnen oversteken arrangeert Catelyn een huwelijksalliantie tussen Robb en het onbetrouwbare Huis Frey. Robb verslaat een Lannisterleger in de Rivierenlanden en neemt daarbij Jaime gevangen. Tywin stuurt Tyrion terug naar Koningslanding om daar Joffrey als Hand van de Koning te dienen. In een impulsieve beslissing besluit de wrede Joffrey Ned te laten onthoofden. Hierop verklaart het Noorden zich onafhankelijk van de Zeven Koninkrijken, en wordt Robb als "Koning-in-het-Noorden" geïnstalleerd.

### Aan de Muur
De proloog van het boek introduceert de Muur van IJs, een eeuwenoude scheidingsmuur van ijs, steen en magie van zo'n 200 meter hoog, die de Zeven Koninkrijken afschermt van de wildernis verder noordwaarts. De "Muur" wordt bemand door de Nachtwacht, een krijgsorde even oud als de Muur, waarvan de leden voor het leven dienen, en die het rijk beschermen tegen de fabelachtige "Anderen", een vijandig niet-menselijk ras dat al zo lang verdwenen is dat het als sprookje wordt beschouwd, en de menselijke "wildlingen", die ten noorden van de Muur wonen.
Jon Sneeuw, Neds bastaardzoon, besluit in navolging van zijn oom Benjen Stark in de Nachtwacht te gaan treden, maar raakt gedesillusioneerd wanneer hij ontdekt dat de Nachtwacht meer dient als strafkolonie voor misdadigers dan iets anders. Jon verenigt zijn mederekruten tegen hun strenge wapenmeester, en wordt vrienden met de dikke maar zachtaardige en intelligente Samwel Tarling. Jon wordt benoemd tot persoonlijke assistent van de leider van de Nachtwacht, Heer-Commandant Jeor Mormont, wat hem als mogelijke opvolger voor Mormont tipt. Ondertussen verdwijnt Benjen tijdens een veldtocht ten noorden van de Muur, en worden zes maanden later de dode lichamen van twee mannen van zijn expeditie teruggevonden. 's Nachts komen deze tot leven als ondoden en proberen ze Mormont te doden, maar worden ze uitgeschakeld door Jon.
Wanneer het nieuws van de executie van zijn vader Jon bereikt, tracht hij te deserteren, om Robb te steunen in zijn oorlog tegen de Lannisters, maar uiteindelijk overtuigen zijn vrienden hem om loyaal te blijven aan de Nachtwacht. Mormont besluit intussen met een groot deel van de sterkte van de Nachtwacht noordwaarts te marcheren, om Benjen terug te vinden en om de geruchten dat de wildlingen verenigd zijn door een "Koning achter de Muur" te gaan onderzoeken.

### In Essos
Aan de overkant van de Enge Zee, ten oosten van Westeros, leven de verbannen prins Viserys Targaryen en zijn zus Daenerys, kinderen van de overleden "gekke koning" Aerys Targaryen, die over de Zeven Koninkrijken heerste voor zijn heerschappij werd omvergeworpen door Robert Baratheon. Viserys verlooft Daenerys aan Khal Drogo, krijgsheer van de Dothraki, een nomadisch volk, in ruil voor het gebruik van Drogo's leger om de troon van Westeros te heroveren. Illyrio Mopatis, een rijke magister die de verarmde Targaryens ondersteunt, geeft Daenerys drie versteende drakeneieren als huwelijksgeschenk. Ook Jorah Mormont, een verbannen ridder uit Westeros, voegt zich bij Viserys als adviseur. Daenerys, die aanvankelijk verschrikt wordt door haar echtgenoot en zijn volk, weet uiteindelijk haar rol als Drogo's koningin op te eisen. Drogo heeft echter weinig interesse in het veroveren van Westeros, en een ongeduldige Viserys probeert zijn zus ertoe aan te zetten om Drogo te proberen te overtuigen. Wanneer Viserys haar uiteindelijk in het openbaar bedreigt om Drogo te chanteren, vermoordt deze hem door een ketel gesmolten goud als "kroon" over het hoofd te gieten.
Een moordenaar in dienst van koning Robert tracht intussen Daenerys en haar ongeboren kind met Drogo te vergiftigen, wat Drogo er uiteindelijk toch toe aanzet om Westeros te veroveren. Terwijl hij een roofcampagne voert om zijn invasie van Westeros te financieren, wordt Drogo levensgevaarlijk verwond. Daenerys draagt een slaaf, de heks Mirri Maaz Duur, op om hem te redden, maar deze offert, uit wrok voor wat de Dothraki haar volk hebben aangedaan, Daenerys' ongeboren kind met zwarte magie op om Drogo's leven te redden, wat zijn wonden geneest, maar hem in een vegetatieve toestand achterlaat.
Nu Drogo niet meer in staat is om te leiden, valt zijn leger uiteen. Daenerys verstikt hem met een kussen, en beveelt dat Mirri Maz Duur wordt vastgebonden aan zijn brandstapel. Ze plaatst ook haar drie drankeneieren op het vuur, en stapt uiteindelijk zelf in het vuur. Wanneer dit uitgebrand is, komt ze ongedeerd naar buiten met drie pas uitgekomen draken. In vol ontzag zweren Jorah en de overblijvende Dothraki haar hun eeuwige trouw.

## Point-of-view-personages
Het verhaal wordt verteld vanuit het perspectief van verschillende personen die afkomstig zijn uit verschillende partijen in het conflict. Deze zogenaamde point-of-view-personages zijn:
- Proloog: Will, een Wachtrijder van de Nachtwacht
- Ned Stark, Landvoogd van het Noorden, Heer van Winterfel en Hand van de Koning
- Catelyn Tulling - Stark, Neds vrouw
- Sansa Stark, oudste dochter van Ned en Catelyn
- Arya Stark, jongste dochter van Ned en Catelyn
- Jon Sneeuw, bastaardzoon van Ned
- Bran Stark, tweede zoon van Ned en Catelyn
- Tyrion Lannister, tweede zoon van het hoofd van Huis Lannister
- Daenerys Targaryen, dochter van voormalige koning Aerys II Targaryen, erfgenaam van huis Targaryen